# Ja’akov Peri

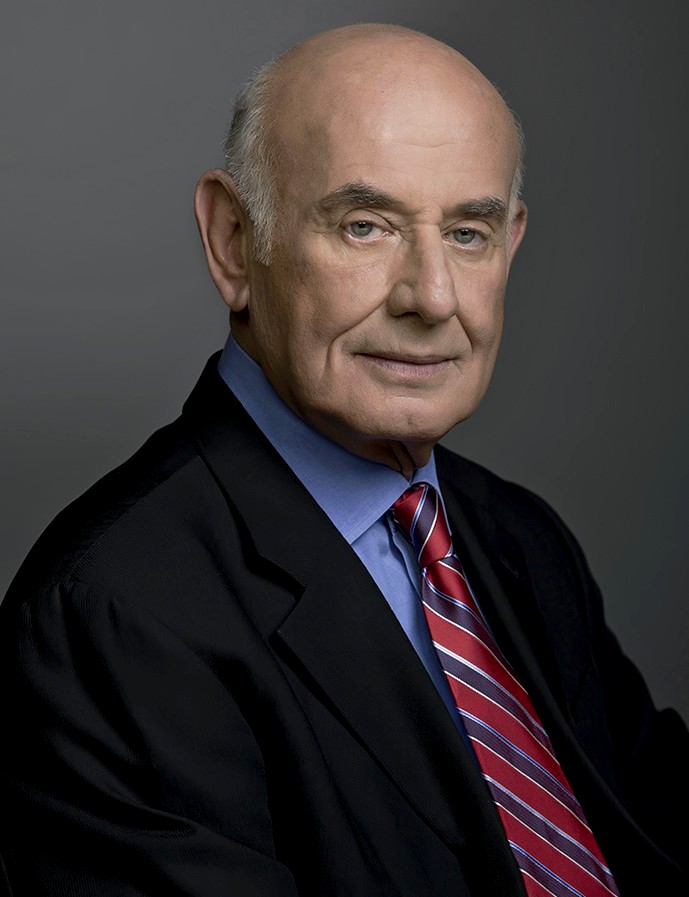
Ja’akov Peri

Ja’akov Peri (hebräisch יעקב פרי, englische Transkription Ya'akov Peri; * 20. Februar 1944 in Tel Aviv) war 1988 bis 1995 Chef des israelischen Inlandsgeheimdiensts Schin Bet und ehemaliger Politiker des Jesch Atid.

## Leben
Nach dem Wehrdienst besuchte Peri die Hebräische Universität von Jerusalem und die Universität Tel Aviv.
Seit 1966 arbeitete er im Schin Bet und war von 1988 bis 1995 dessen Chef. Im Jahr 1994 erwarb er an der Harvard Business School einen Abschluss in Business Management. Darum wurde er 1994 für vier Monate von Karmi Gilon als Chef des Schin Bet vertreten.
2013 bis 2014 war er Minister für Wissenschaft, Technologie und Raumfahrt.
Am 7. Februar 2018 gab er sein Mandat in der Knesset auf, welches er seit 2013 innehatte. Für ihn rückte  Pnina Tamano-Schata nach.

## Dokumentation
Im 2012 veröffentlichten Dokumentarfilm Töte zuerst (englisch: The Gatekeepers) des israelischen Filmregisseurs Dror Moreh ist Peri einer der sechs Interviewpartner, die zu ihrer jeweiligen Tätigkeit bei Schin Bet Auskunft geben. Der Film kam Anfang 2013 in die israelischen Kinos und wurde im März desselben Jahres sowohl vom deutsch-französischen Fernsehsender arte als auch von der ARD ausgestrahlt.